# Partido Socialista Nicaragüense
Partido Socialista Nicaragüense (PSN) är ett socialistiskt politiskt parti i Nicaragua, bildat i juli 1944 av dr Mario Flores Ortiz. 
Efter bildandet av Sandinisterna (som hade sina rötter i PSN) 1961 tappade partiet i betydelse.
1967 uteslöts en grupp radikaler, som krävde väpnad kamp, och bildade Socialistiska arbetarepartiet.
1974 anslöt sig PSN till UDEL.
1976 bildade en grupp avhoppare från PSN Nicaraguanska socialistpartiet (de los Sánchez).
1990 var PSN en del av det segrande Nationella oppositionsförbundet.